# Dahe (socken i Kina, Sichuan, lat 28,17, long 105,27)
Dahe (kinesiska: 大河苗族乡, 大河) är en socken i Kina. Den ligger i provinsen Sichuan, i den sydvästra delen av landet, omkring 300 kilometer sydost om provinshuvudstaden Chengdu. Antalet invånare är 31 984. Befolkningen består av 14 905 kvinnor och 17 079 män. Barn under 15 år utgör 25,0 %, vuxna 15-64 år 63 %, och äldre över 65 år 10,0 %.
Genomsnittlig årsnederbörd är 1 332 millimeter. Den regnigaste månaden är september, med i genomsnitt 230 mm nederbörd, och den torraste är december, med 25 mm nederbörd.